# Zoo de Spišská Nová Ves
Le Zoo de Spišská Nová Ves (slovaque : Zoologická záhrada v Spišskej Novej Vsi) est le plus petit et le plus récent des cinq jardins zoologiques de Slovaquie. Il a été créé en mai 1989 sur une superficie de 8,5 ha avec environ 100 espèces et 310 individus.